# Среднеазиатская жаба
Среднеазиатская жаба (лат. Bufotes oblongus) — родственный зелёной жабе вид, обитает в горных районах Средней Азии. Вид относится к группе зелёных жаб. Название Bufo danatensis является синонимом Bufotes oblongus
Среднеазиатская жаба, подобно жабе Певцова (B. pewzowi) и в отличие от других представителей рода, обладает тетраплоидным набором хромосом. Вид возник в результате гибридизации жабы Перрина (B. perrini) или иранской жабы (B. sitibundus) с жабой Латаста (B. latastii), которая сопровождалась аллотетраплоидизацией.

## Внешний вид
Похожа на зелёную жабу, но имеет более мелкие размеры, уменьшенные и уплощённые паротиды, более сильную пигментацию на туловище и конечностях. Длина самок не менее 91 мм.

## Размножение
Икрометание происходит в конце апреля. В отличие от зелёной жабы, среднеазиатская менее плодовита, икра в 1,7 раза крупнее и расположена в один ряд, а не в два. Встречаются гибриды диплоидной туранской (B. turanensis) и среднеазиатской жаб с триплоидным набором хромосом, которые могут быть плодовиты.

## Подвиды
Выделяют 2 подвида:
- Bufotes oblongus oblongus (Nikolsky, 1896) — номинативный подвид;
- Bufotes oblongus danatensis (Pisanets, 1978) — Данатинская жаба[2], подвид с юга Туркменистана.